# Gammarida
Gammarida es un infraorden de pequeños crustáceos anfípodos.